# Euilly-et-Lombut

Euilly-et-Lombut este o comună în departamentul Ardennes din nordul Franței. În 1 ianuarie 2022 avea o populație de 109 de locuitori.